# Taman Mini Indonesia Indah

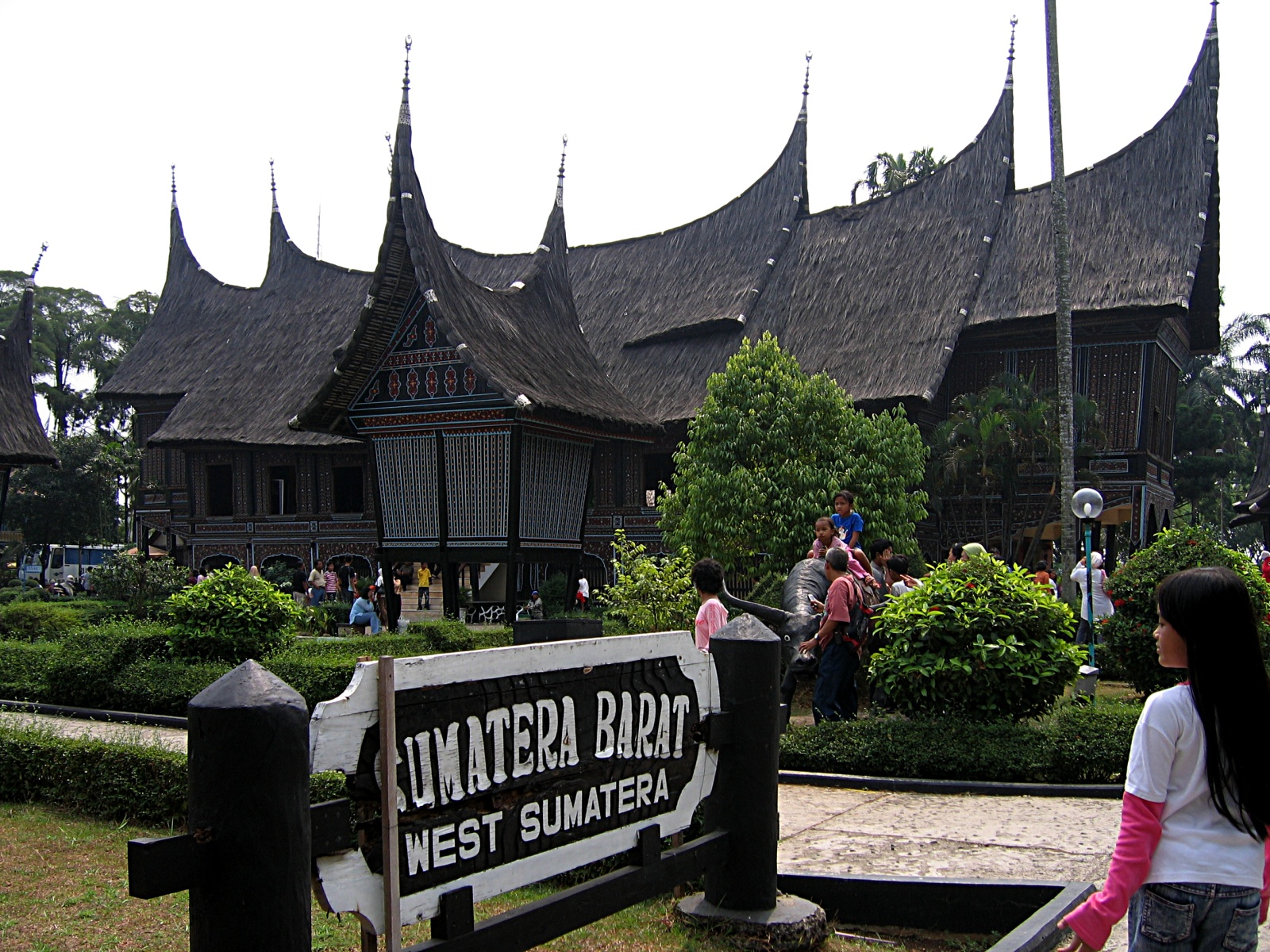
Traditionelles Minangkabau Haus in Taman Mini

Taman Mini Indonesia Indah ist ein Themenpark im Südosten Jakartas nahe Kampung Rambutan, Indonesien. Der 100 Hektar große Park stellt maßstabsgetreue traditionelle Häuser aus ganz Indonesien vor. Die Idee für den Park wurde 1971 von Madame Tien Suharto entworfen und 1975 eröffnet. Für den Bau mussten zahlreiche Familien ihr Land verlassen.

## Überblick
In dem traditionellen Häusern werden u. a. traditionelle Haushaltsgegenstände, Handwerk und Kleidung ausgestellt. Weiter gibt es Museen, Theater, Restaurants und eine Gondelbahn, mit der man über den Park in einem Kreis schweben kann. Vor allem sonntags sind traditionelle Tanzvorführungen und handwerkliche Demonstrationen zu sehen.
Der Park ist nach indonesischen Regionen gegliedert.
Weiter befinden sich hier auch modernste Museen für Energie, Naturkunde und Technik. Interessant ist die dortige Multivisionsschau „Indonesien“. Auch ein modernes Theater wurde dort im Jahre 1997 eingeweiht.
Eine Besonderheit bildet der ehemalige Osttimor-Pavillon. Da die Provinz Timor Timur Indonesien verloren ging und nun den Staat Osttimor bildet, wurde der Provinzpavillon in das Osttimor-Museum umgewandelt.